# Канут Великий
Канут Великий (давн-англ. Cnut cyning; давньоскан. Knútr inn ríki; англ. Cnut the Great, Canute; 995 — 12 листопада 1035) — король Англії з 1016 року, Данії з 1018 року і Норвегії з 1028 року.
У серпні 1013 року Канут разом з батьком, Свейном, королем Данії, вторглися до Англії. Після смерті батька в лютому 1014 року Канута проголосила королем армія вікінгів. Канут переміг Едмунда II біля Асседуни, Ессекс, у 1016 році і після смерті Едмунда став королем Англії. Він успадковував своєму братові Гарольду, королю Данії, у 1018 році, змусивши короля Малькольма платити данину після вступу військ у Шотландію в 1029 році, і завоював Норвегію в 1028 році. Його спадкоємцем став його незаконнонароджений син Гарольд І.

## Король Англії
Канут супроводжував батька під час вдалого чергового набігу на Англію у серпні 1013 року. Під час походу Свен помер (лютий 1014 року), й данці, які брали участь у набігу, проголосили Канута королем Англії. Однак він був змушений повернутись у Данію, оскільки Вітенагемот відновив на англійському троні короля Етельреда II Нерозумного, скинутого Свеном.
Канут повернувся до Англії з військом і флотом, зібраним за допомогою брата, короля Данії Гаральда II у серпні 1015 року, та після низки битв з військом під керівництвом Етельреда, а з квітня 1016 року — під керівництвом нового короля Англії Едмунда II, остаточно розбив англійців у битві під Ассандуном, Ессекс у жовтні 1016 року. Після цього на зустрічі Канута й Едмунда на острові на річці Северн було прийнято рішення про розділ королівства. Однак після скорої смерті Едмунда (у листопаді 1016 року), Канут залишився королем усієї Англії, що й було затверджено Вітенагемотом у січні наступного року. Востаннє в історії Англії данські гроші (данегельд) були виплачені саме Кануту для винагороди вікінгам, що бились на його боці.
Попри те, що Канут до того часу був одружений з Ельфгіфу, для закріплення своїх прав на трон він одружився із вдовою Етельреда II Еммою Нормандською, тим самим ще більше посилив зв'язки між Англією та Нормандією.

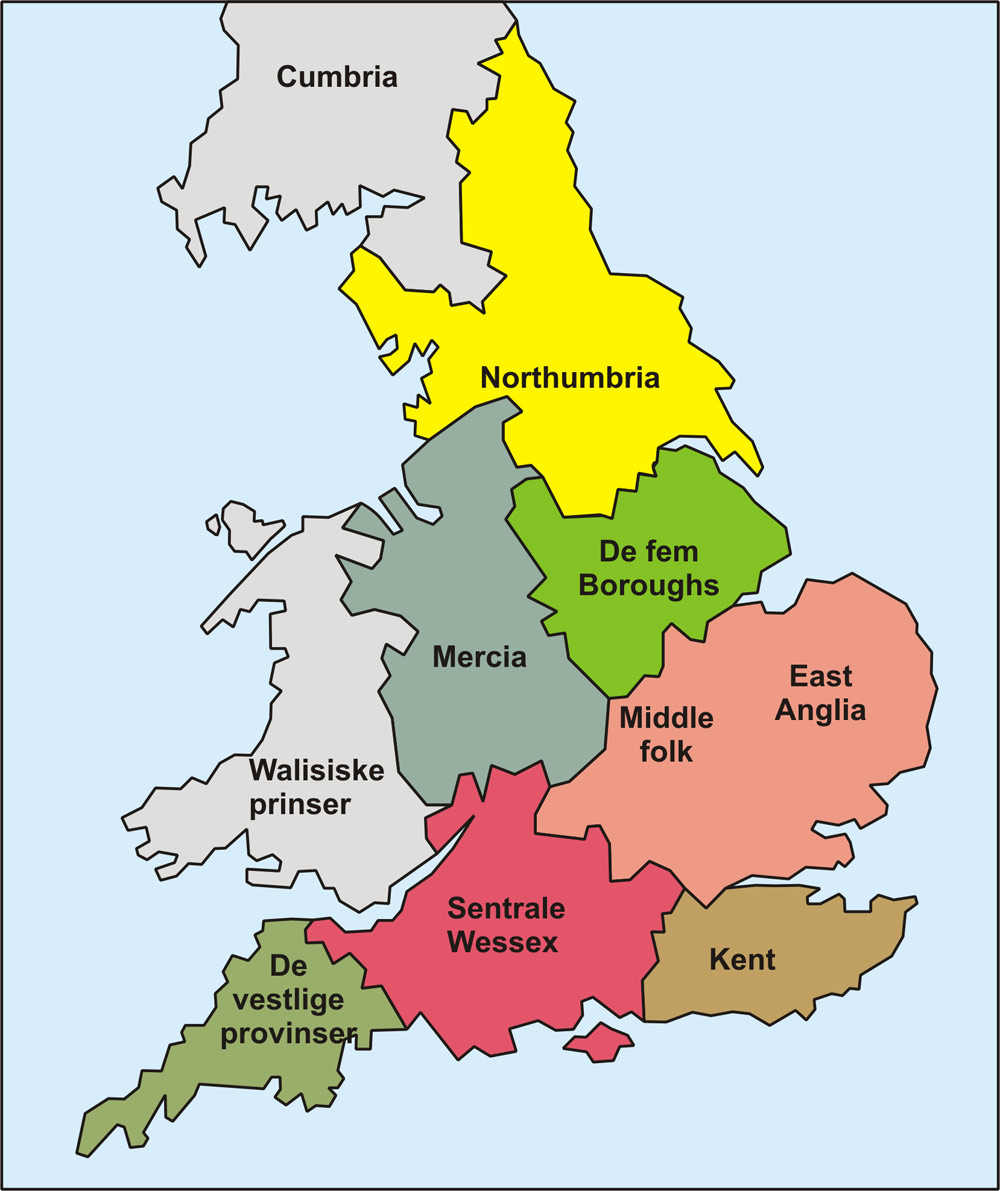
Англія за Канута

Він навіть проголосив спадкоємцем їхнього сина Гардекнуда, у обхід своїх старших синів Свена й Гарольда.

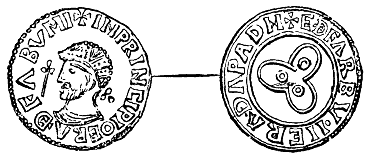
Срібна монета Канута Великого

За часів свого правління Канут поділив Англію на данський зразок на чотири регіони: Вессекс, Мерсію, Східну Англію та Нортумбрію, заклавши основи англійського і британського територіального устрою, було також кодифіковано англійське законодавство (близько 1020 року). У Данії за нього склалось особливе військо (тінглід) з представників найзнатніших родин (зародок лицарства), почалось регулярне карбування монети.

## Імперія Канута
По смерті старшого брата Канут успадкував данську корону й призначив регентом чоловіка своєї сестри ярла Ульфа, оскільки сам постійно знаходився в Англії. Регент спробував вмовити данців обрати королем малолітнього Гардекнуда, за якого він міг би повновладно правити в Данії. У цей час скориставшись з відсутності Канута норвезький король Олаф II і шведський король Анунд Якоб здійснили вторгнення у Данію.
Дізнавшись про це, Канут повернувся у 1026 році й за допомогою ярла Ульфа переміг об'єднаний норвезько-шведський флот у битві під Гельгео. Це відкрило йому шлях до завоювання Норвегії (1028) й тимчасового підкорення центральних районів Швеції (навколо озера Меларен).

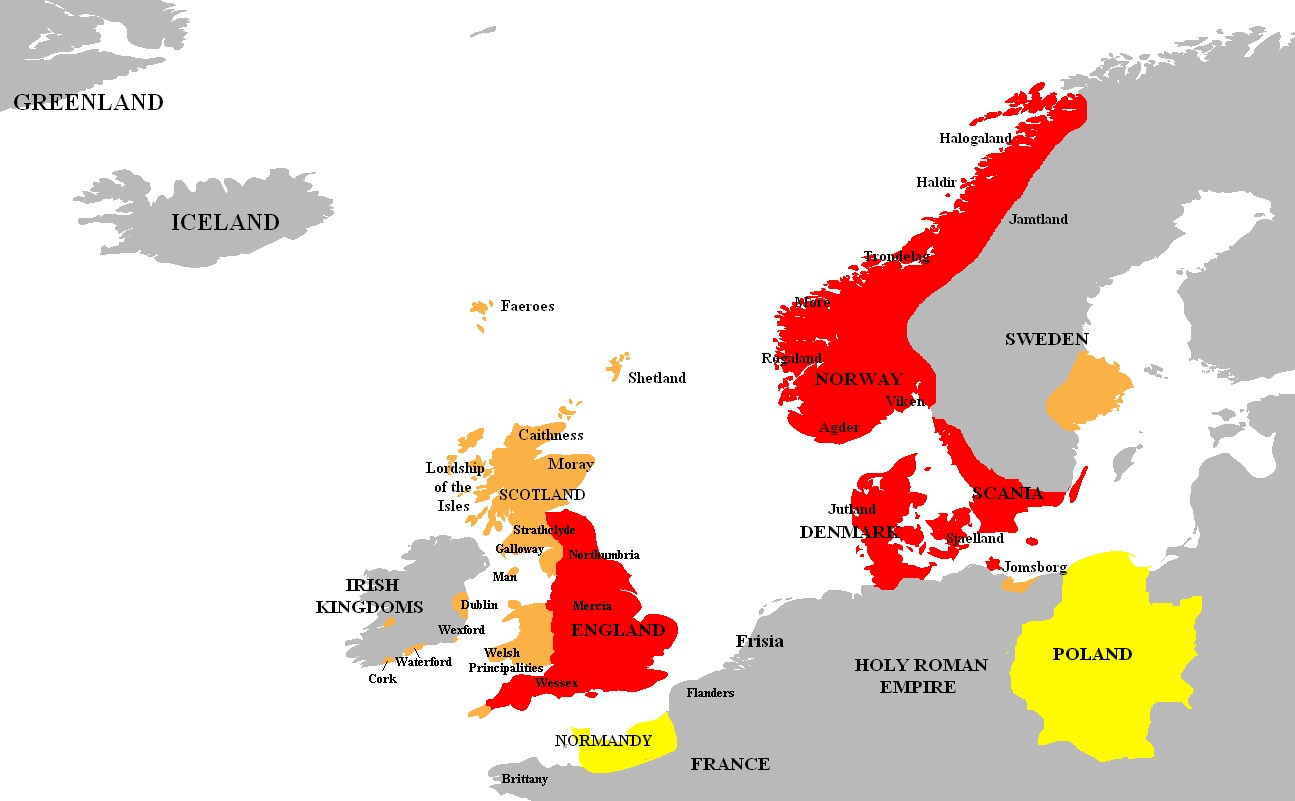
Данія за Канута

Таким чином, Канут деякий час був формально правителем Швеції і навіть карбував монету в Сигтуні.
Спроба Ульфа позбавити Канута данської корони не пройшла безслідно, йому не допомогли ані родинні зв'язки, ані бойові заслуги. За одним із свідчень, на різдво 1026 року після сварки ярл Ульф був убитий у церкві одним з гускерлів Канута.
Після народження дочки Гунхільди у 1020 році імператор Священної Римської імперії Конрад II у обмін на обіцянку видати її заміж за його сина Генріха, майбутнього імператора Генріха III, віддав Кануту в управління Шлезвіг та Померанію. З цієї чи з іншої причини князь Польщі (король з 1025 року) Болеслав I Хоробрий виділив війська для участі в експедиції Канута до Англії у 1015 році.
Канут помер 12 листопада 1035 року в Дорсеті, похований у Вінчестерському соборі. Ельгіфу та Свен самостійно управляли Норвегією ще з 1029 року, але жорстокість правління та високі податки налаштували населення проти них. У 1035 році вони втекли у Данію, а у Норвегії відновилась попередня династія.
На Канута Великого зазвичай вказують як на мудрого й успішного правителя Англії, незважаючи на двоєженство та жорсткість у деяких питаннях. Скоріше за все це пояснюється тим, що інформацію про ті часи отримано, в основному, з письмових джерел представників церкви, з якими у Канута завжди були гарні стосунки. Відомо, що він відряджав у Данію ченців і священиків, сприяючи просвіті й розповсюдженню християнства. З іменем Канута пов'язують легенду про те, що під час одного з морських походів, йому вдалося зачарувати хвилі і вони зупинили свій біг.